# Virginie Arnold
Virginie Arnold, née le 24 décembre 1979 à Biscarrosse (Landes), est une archère française spécialiste de l'arc classique.
Elle se qualifie en individuel et par équipe pour les Jeux olympiques d'été de 2008, les premiers de sa carrière. Lors de cette dernière épreuve, elle remporte la médaille de bronze en compagnie de Bérengère Schuh et de Sophie Dodemont, les archères françaises dominant l'équipe britannique lors de la confrontation pour la médaille de bronze.

## Palmarès

### Jeux olympiques d'été
- Jeux olympiques de 2008 à Pékin (Chine) :
  -  Médaille de bronze sur l'épreuve par équipe.

## Décorations
- Médaille de la jeunesse et des sports (2006)[1]